# Władimir Nikitin (bokser)
Władimir Olegowicz Nikitin (ros. Владимир Олегович Никитин, ur. 25 marca 1990 w Wierchniej Maksakowce) – rosyjski bokser, od 2014 roku zasłużony mistrz sportu Rosji.
Od 18 roku życia jest członkiem kadry narodowej.
W 2013 roku został brązowym medalistą mistrzostw Europy oraz wicemistrzem świata. Brązowy medalista igrzysk olimpijskich w Rio de Janeiro (2016).
Wielokrotny medalista mistrzostw Rosji. W 2009, 2010 i 2011 zdobywał brązowe medale, a w 2012 i 2014 zostawał mistrzem kraju.
Jego trenerem jest Michaił Arifowicz Martynow.